# Thornton Tomasetti
Thornton Tomasetti (voorheen de Thornton-Tomasetti Group, Thornton Tomasetti Engineers, Lev Zetlin & Associates, LZA Technology en Weidlinger Associates) is een wereldwijd wetenschappelijk en technisch adviesbureau met meer dan 1.500 medewerkers.

## Diensten
Thornton Tomasetti heeft expertise op het gebied van bouwtechniek, geveltechniek, forensische engineering, structurele renovaties, bouwtechniek, veerkracht (engineering en constructie), duurzaam ontwerp, beschermend ontwerp en beveiliging, civiele techniek en brugontwerp en -renovatie. Het bedrijf biedt adviesexpertise aan klanten in verschillende sectoren, waaronder architectuur/engineering/bouw, verzekerings- en advocatenkantoren, vastgoedontwikkelaars, en eigenaars/exploitanten van gebouwen.

## Geschiedenis
Paul Weidlinger opende in Washington D.C. in 1949 het bouwtechnisch adviesbureau Weidlinger Associates. Weidlinger, geboren in Boedapest behaalde een masterdiploma aan de ETH Zürich in Zürich en werkte bij Le Corbusier in Parijs en László Moholy-Nagy in Londen voordat hij eind jaren 1940 naar de Verenigde Staten kwam. Weidlinger, met medewerkers Dr. Mario Salvadori en Dr. Melvin Baron, deelden een interesse in de dynamische respons van structuren, waarna het bedrijf in de jaren 1950 analyse- en ontwerpprocedures ontwikkelde om constructies te beschermen tegen de effecten van explosiebelastingen. Hun methoden leidden tot een vroeg en blijvend gebruik van computers bij geavanceerde analyse en ontwerp.
In 1956 richtte Lev Zetlin na het behalen van een doctoraat aan de Cornell University in New York Lev Zetlin Associates op. Zetlin bedacht een "dubbellaags fietswiel" daksysteem. Het systeem combineert boven- en onderkabels met verschillende spanningen die uit elkaar worden gevijzeld en verbonden door stijve verticale stutten. Door kabels met verschillende eigenfrequenties aan te sluiten, wordt door de wind veroorzaakt fladderen tot een minimum beperkt. Het fietswielsysteem van Lev Zetlin werd gebruikt voor heel wat trekconstructies, waaronder het New York State Pavilion van de Wereldtentoonstelling van 1964, Madison Square Garden, de Olympische gymnastiekarena voor de Olympische Zomerspelen 1988 in Seoel, Tropicana Field en de Georgia Dome. 
Charlie Thornton en Richard Tomasetti, de laatste met ervaring in de lucht- en ruimtevaart- en onderzeeërindustrie, kopen in 1977 Lev Zetlin Associates van eerdere investeerders over. In 1999 veranderde de naam van het bedrijf officieel van de TTG Group in Thornton Tomasetti. 
In de 10 maanden na de aanslagen op 11 september 2001 verwijderden arbeiders meer dan 1,6 miljoen ton puin. De ingenieurs van Thornton Tomasetti waren de eerste ingenieurs op de site van het World Trade Center en waren op 11 september zelf die middag aan het werk. Het bedrijf assisteerde bij redding, sloop en opruiming en adviseerde over structurele problemen die moesten worden opgelost als onderdeel van de herstelinspanning.
Thornton Tomasetti verstrekte ook bouwtechnisch advies bij wolkenkrabbers, bij de in 2004 afgewerkte Taipei 101, maar nadien ook bij vijf van de 20 hoogste complete gebouwen ter wereld. Thornton Tomasetti ontwikkelde een efficiënt op staal gebaseerd dubbel structureel systeem waarmee problemen met windgedrag opgelost werden met kenmerkende dubbele traphoeken.
Ook na de schade veroorzaakt door orkaan Sandy die op 29 oktober 2012 aan land kwam in de buurt van Atlantic City, New Jersey. Thornton Tomasetti voerde schadebeoordeling uit in drie Amerikaanse staten met betrekking tot structurele en architecturale integriteit.
In 2015 komt het tot een fusie tussen Thornton Tomasetti en Weidlinger Associates. Het fusiebedrijf gaat verder onder de naam Thornton Tomasetti.

## Projecten

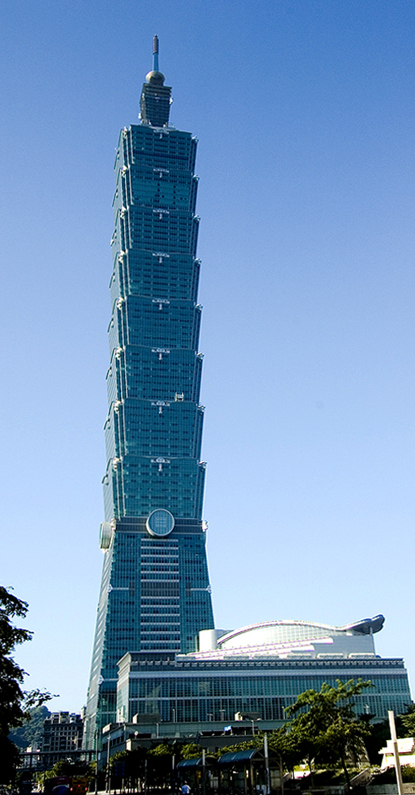
Taipei 101

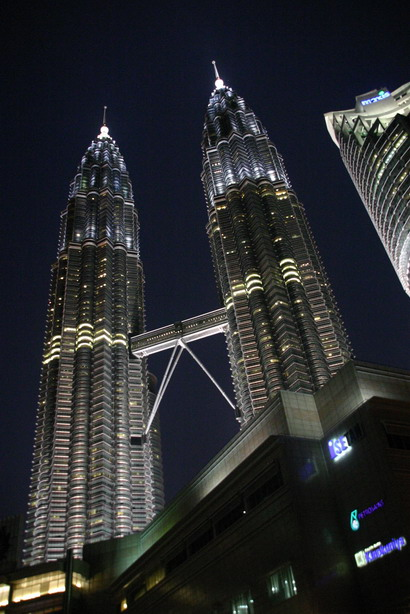
Petronas Twin Towers

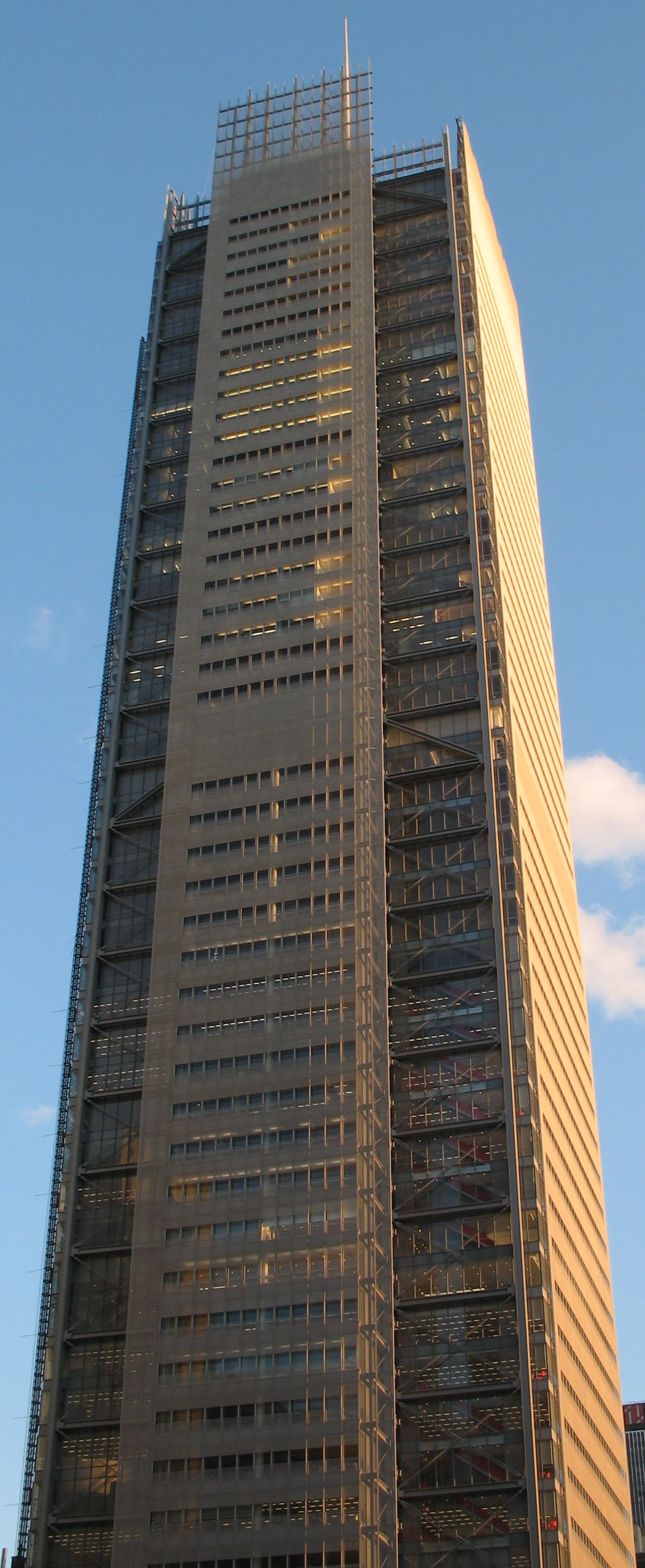
The New York Times Building

- Wolkenkrabbers, gebouwen en bouwwerken
  - 1111 South Wabash, Chicago
  - 110 North Wacker, Chicago
  - 181 West Madison, Chicago
  - 191 North Wacker, Chicago
  - 30 Hudson Street, Jersey City, New Jersey
  - 30 West Oak, Chicago
  - 401 East Ontario, Chicago
  - 420 Fifth Avenue, New York
  - 5 Times Square, New York
  - 546 Fifth Avenue, New York
  - 55 East Erie, Chicago
  - 550 West Jackson, Chicago
  - 599 Lexington Avenue, New York
  - 717 Texas Avenue, Houston, Texas
  - 745 Seventh Avenue, New York
  - 840 North Lake Shore Drive, Chicago
  - 855 Avenue Of The Americas, New York
  - 20 Grosvenor Square, Londen
  - ABN AMRO Plaza, Chicago
  - AMA Building, Chicago
  - Americas Tower, New York
  - Block A & Block C, MGM CityCenter – "Project CityCenter", Las Vegas
  - Block 21, Austin
  - Bloomberg Tower, 731 Lexington Avenue, New York
  - CBS 2 Broadcast Center, Chicago
  - Chase Center, Chicago
  - Chifley Tower, Sydney, Australia
  - Children's Museum of Los Angeles, Los Angeles
  - Citicorp Center, Chicago
  - City View Tower, Chicago
  - Conrad Chicago Hotel, Chicago
  - Comcast Center, Philadelphia
  - Continental Center, New York
  - Deep Space Auditorium, Verona, Wisconsin
  - Embassy Suites, New York
  - Erie on the Park, Chicago
  - Euraziëtoren, Moskou
  - Federatietoren, Moskou
  - Fifty South Sixth, Minneapolis
  - Furman Hall, New York
  - Great American Tower at Queen City Square, Cincinnati
  - Harborside Financial Center Plaza 5 & Plaza 10, Jersey City, New Jersey
  - Hilton New Orleans Riverside, New Orleans
  - Kingsbury on the Park, Chicago
  - Lehman Brothers Building, New York
  - Leo Burnett Building, Chicago
  - Lotte Center Hanoi, Hanoi, Vietnam
  - McMahon Hall of Fordham University, New York
  - Menara Maxis, Kuala Lumpur, Maleisië
  - Metapolis, Hwaseong, South Korea
  - Minneapolis Central Library, Minneapolis
  - Miranova Condominiums, Columbus, Ohio
  - Modern Art Museum of Fort Worth, Fort Worth, Texas
  - New York Times Building, New York
  - One Indiana Square, Indianapolis
  - One Liberty Place, Philadelphia
  - One Mellon Bank Center, Pittsburgh
  - One Pennsylvania Plaza, Philadelphia
  - Optima Horizons, Evanston, Illinois
  - Optima Towers, Evanston, Illinois
  - Overture Center, Madison, Wisconsin
  - Palazzo Lombardia, Milaan, Italië
  - Park Alexandria, Chicago
  - Petronas Twin Towers, Kuala Lumpur, Maleisië
  - Ping An Finance Centre, Shenzen, China
  - Plaza 66, Shanghai
  - Prentice Women's Hospital, Chicago
  - R R Donnely Building, Chicago
  - Random House World Headquarters, New York
  - Shanghai Tower, Shanghai, China
  - Taipei 101, Taipei, Taiwan
  - Tencent Headquarters, Shenzhen, China
  - The Clare at Water Tower, Chicago
  - The Edge, Brooklyn, New York
  - The Westport, New York
  - The Plaza at PPL Center, Allentown, Pennsylvania
  - Times Square Tower, New York
  - UBS Tower, Chicago, Illinois
  - University of Chicago Graduate School of Business Building, Chicago, Illinois
  - Haeundae Doosan We've the Zenith, Busan, Zuid-Korea
  - Westin Hotel at Copley Place, Boston
  - Wilshire Grand Center, Los Angeles
  - Winspear Opera House, Dallas

- Stadions en congrescentra
  - American Airlines Arena, Miami

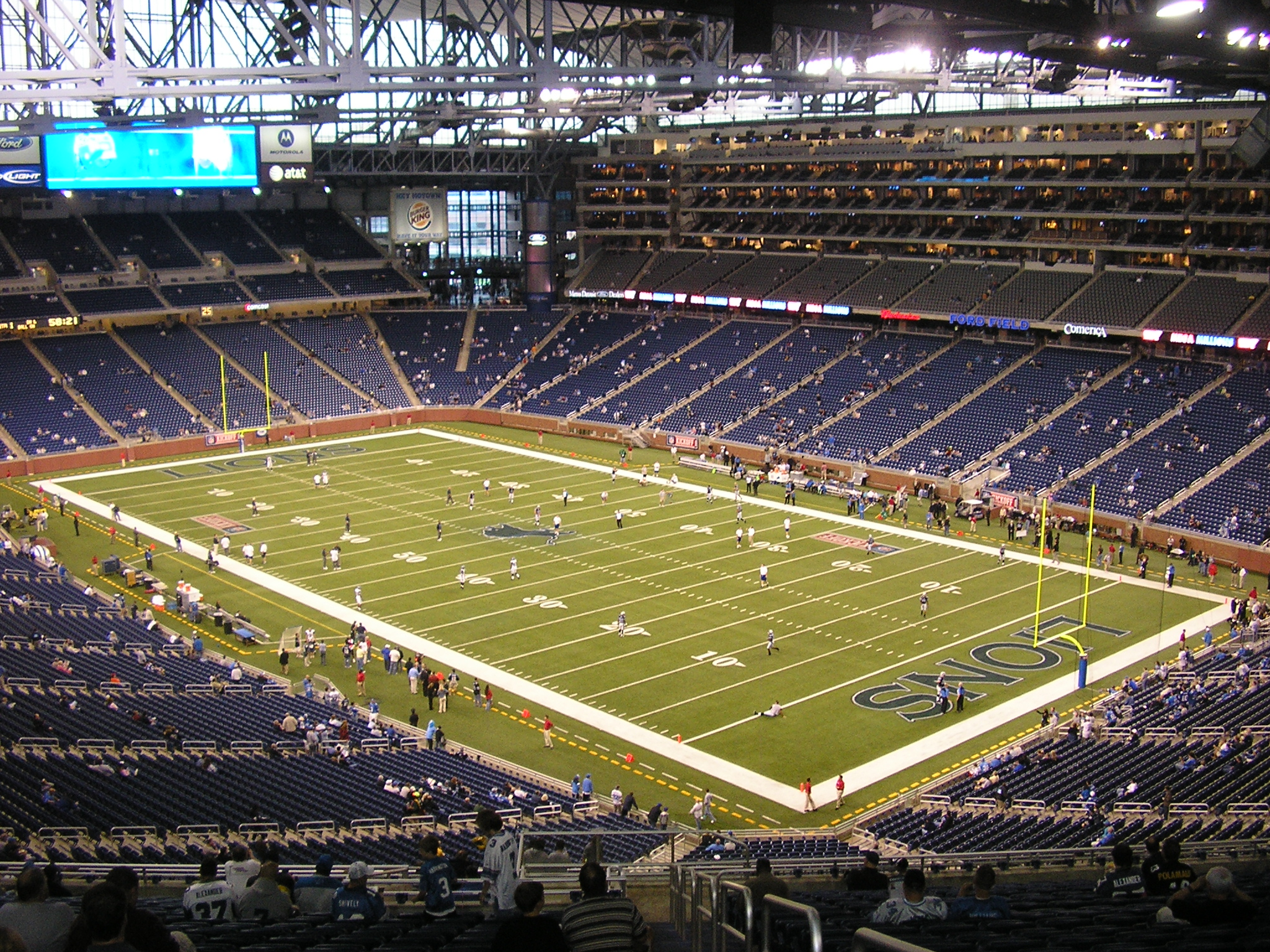
Ford Field

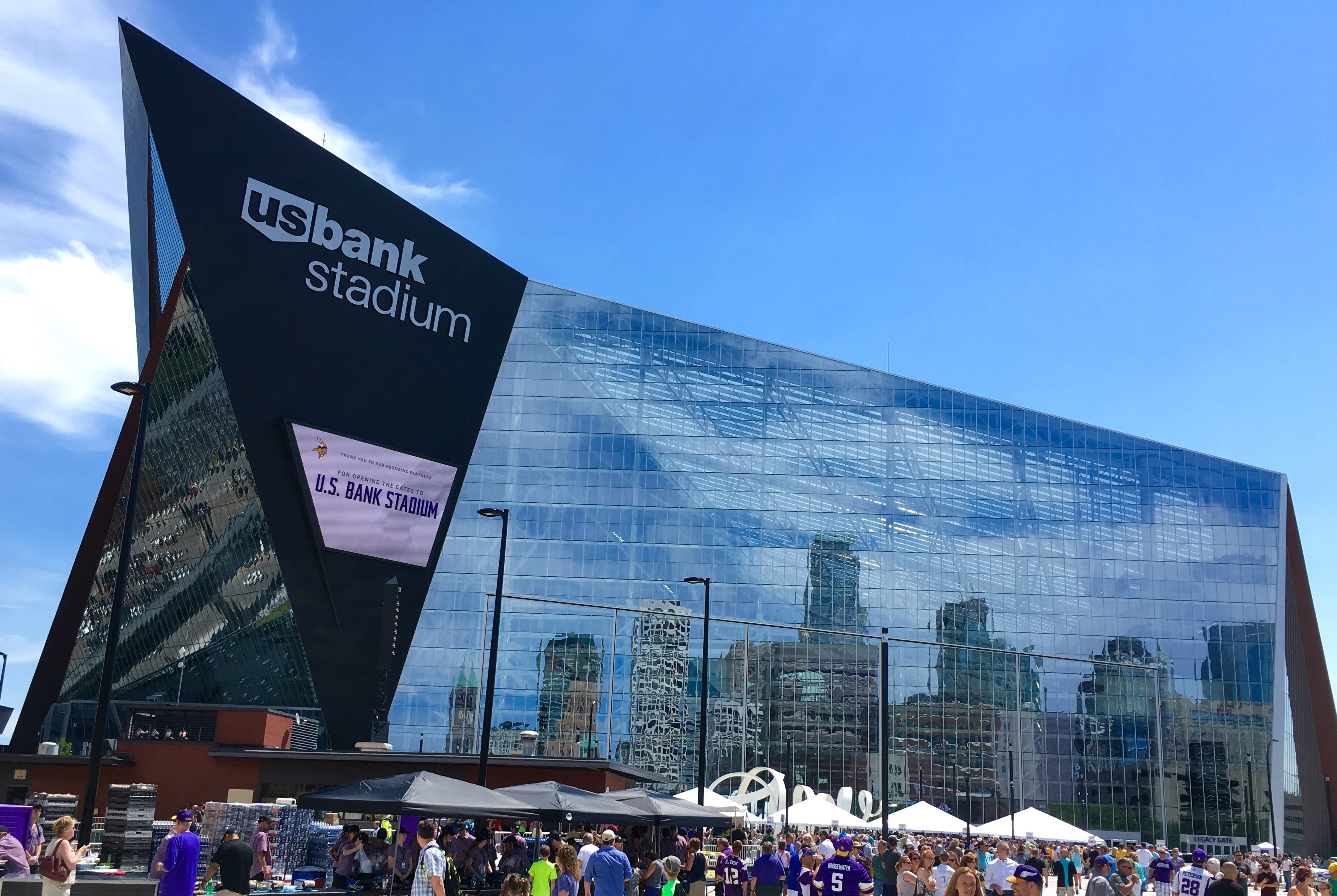
U.S. Bank Stadium

  - Arvest Ballpark. Springdale, Arkansas
  - Al-Najaf International Stadium, Najaf, Irak
  - AT&T Park, San Francisco
  - Olympisch Stadion, Bakoe, Azerbeidzjan
  - Banc of California Stadium, Los Angeles
  - Barclays Center, Brooklyn, New York
  - Basra Internationaal Stadion, Basra, Irak
  - BMO Field, Toronto, Canada
  - BOK Center, Tulsa, Oklahoma
  - Bridgestone Arena, Nashville
  - Children's Mercy Park, Kansas City
  - Climate Pledge Arena, Seattle
  - CONSOL Energy Center, Pittsburgh
  - Ford Center, Evansville, Indiana
  - Ford Field, Detroit
  - Golden 1 Center, Sacramento
  - Honda Center, Anaheim
  - Jeju World Cupstadion, Seogwipo, Zuid-Korea
  - Kohl Center, Madison, Wisconsin
  - MetLife Stadium, East Rutherford, New Jersey
  - Nationals Park, Washington D.C.
  - Nationwide Arena, Columbus, Ohio
  - Pepsi Center, Denver
  - Petco Park, San Diego
  - Philips Arena, Atlanta
  - PNC Park, Pittsburgh
  - Prudential Center, Newark, New Jersey
  - Rogers Place, Edmonton, Canada
  - Soldier Field, Chicago
  - United Center, Chicago
  - U.S. Cellular Field, Chicago
  - U.S. Bank Stadium, Minneapolis
  - Videotron Centre, Quebec City
  - Yankee Stadium, New York
- Forensisch onderzoek en advies bij schade  
  - Aanpak van de afbraak van het World Trade Center na 2001
  - Instorting van de I-35W Mississippi River Bridge in 2007
  - Schadebeoordeling mbt structurele en architecturale integriteit na orkaan Sandy in 2012 in de staten New York, New Jersey and Connecticut
- In aanbouw
  - Diamond of Istanbul, Istanboel
  - Jeddah Tower, Djedda